# Fitó de Miralpeix
El Fitó de Miralpeix és una muntanya de 109 metres que es troba al municipi de Sitges, a la comarca del Garraf.
Al cim podem trobar-hi un vèrtex geodèsic (referència 279133001).